# Блуаське графство
Блуаське графство (фр. Comté de Blois) — феодальне володіння Франкського та Французького королівств з центром у Блуа, на південь від Парижа. Графство було створене відразу після того, як король Хлодвіг I завоював римську Галлію приблизно в 500 році нашої ери. Між VIII і XIII століттями це було одне з наймогутніших васальних графств Французького королівства, особливо після того як графи Блуаські отримали права на Шампанське графство і відтак їх володіння майже зусебіч оточили королівський  домен Капетингів.
З моменту заснування і до 1498 року графством керували графи, які іноді делегували свої обов'язки віконтам. Графство існувало до його остаточного приєднання до домену короля Франції в 1660 році, після смерті останнього графа Блуасського Гастона Орлеанського.

## Історія

### Давні часи
З I по V століття головним адміністративним центром регіону Блуа було карнутський опідум Аутріум (Autrium, сучасний Шартр), у римській провінції Лугдунська Галлія. У той час Блуа був фактично маленьким поселенням, що розвивалося навколо фортеці, побудованої римлянами під назвою Castrum Blesense і керованої римським консулом. Від назви фортеці навколишній регіон отримав назву пагус Блесенсі (pagus Blesensi).
У 410 році бретонський вождь на ім'я Івомад завоював Шартр та Блуа, скинувши місцевого консула на ім'я Одо, який, ймовірно, був франком. Оскільки влада імператора Флавія Гонорія ослабла через регулярні набіги варварів, Івомад заснував в складі Римської імперії незалежне Блуаське королівство. Це державне утворення не дуже добре досліджене істориками, але, здається, воно протистояла вторгненню Вестготського тулузького королівства, але не опиралось вторгненню франків між 481 і 491 роками.

### Графство Франкського королівства
Біля 500 року франки заснували графство під назвою Comitatui blesensi, столиця якого вже була не Шартрі, а в Блуа, на правому березі річки Луари. Імена графів того часу невідомі.
Після смерті короля Хлотара I, графство було адміністративно приєднано до Орлеанського королівства, а потім до 592 року надане його старшому синові Гунтраму, тоді як сусідні міста Шартр і Тур були подаровані другому синові Харіберту I, королю Парижа. В релігійній ієрархії Блуаська єпархія продовжувала підпорядковувалась Шартрському єпископству.
У той час Блуа управлявся одним із 7 мажордомів, чиїм завданням було обрати франкського дворянина, щоб призначити його місцевим графом. Ім'я обраного графа до нас не дійшло, але громадянська війна в краї таки спалахнула. Разом з карнутами блуазіанці воювали проти орлеанців та шатоденців.
Проте графство, схоже, керується безпосередньо графами Орлеанськими, найстаріший із яких, Адріан (помер до 821 р.), походив з родини Герольдингів. До речі, вони були близькі до Капетингів, оскільки король Карл Великий одружився з 771 Гільдегардою, сестрою Адріана та дочкою графа Герольда Англахгауського .
Формально титул був створений у 832 році, коли король Людовик Благочестивий призначив графом другого сина Адріана на ім'я Вільгельм. Вільгельм приєднався до короля Аквітанії Піпіна I, щоб допомогти йому повернути королівство, яке Людовик віддав молодшому сину Карлу. Перший відомий граф Блуаський загинув у 834 році під час битви в цій війні. Оскільки в нього не було дітей, графство було передано його племіннику Роберту Сильному, який згодом став графом Орлеанським, Анжуйським, Осерським та Неверським, а також маркграфом Нейстрії після 861 року.
Король Роберт Сильний помер у 866 році та заповів свої титули своєму колишньому ворогу, графу Паризькому Гуго на прізвисько Абат, який згодом виховав синів Роберта. Обидва також стануть королями франків, маркграфами Нейстрії, графами Парижа: спочатку Одо, потім Роберт I.
Графство було кілька разів пограбоване та спалене вождем вікінгів Гастінгом: у 851, 854 та десь між 856 та 857 роками. Він прийшов знову в 882 році і завоював Шартр, перш ніж став васалом короля Людовіка III. Таким чином, на північ від Блуа було створено нове Шартрське графство.

### Робертинське віконтство
Перед 900 роком граф Роберт вирішив делегувати управління Блуаським графством віконту. Він вибрав би замість себе людину на ім'я Гарнегауд (до 886 — після 906). Після смерті Гарнегауда, Роберт передав віконтство віконту Тура Теобальду Старшому (до 923 р). Син Роберта Гуго Великий став наступником свого батька. Блуа залишався у домені робертинів до 940 року, коли король запропонував графство Теобальду I, графу Блуа, сину попереднього віконта

### Теобальдіанське графство

Блуаське графство близько 1050 року (коричневим кольором).

Як і його батько, Теобальд Трикстер був політично близький до робертинів і, отже, до герцога Гуго. Останній підвищив Теобальда не лише в графи Блуа, а й у графи Тура, Шартра та Шатодена.
У 958 році, під час дитинства сина Гуго, Гуго Капета, Теобальд обєднався з графом Анжуйським Фульком II, з яким він був союзником після смерті Алена I, останнього герцого Бретані в 952 році. Обидва зайшли так далеко, що представили себе як «правителів і адміністраторів королівства Нейстрія» і «графів з ласки Божої». Починаючи з 960 року, Теобальд знову став підтримувати короля Лотара, особливо під час його війни проти Нормандії. Однак йому не вдалося порозумітись із новим герцогом Гуго Капетом, своїм прямим сьзереном.

Синім — союзні сили Блуаського графства після смерті в 1154 році короля Англії Стефана Блуаського

До 1019 року його онук Одо II продовжив завоювання Трикстера, додавши до родинного володіння графство Мо, а також графство Труа у 1023 році. Коли він помер у 1037 році, володіння, якими він керував, були розділені, поки їх не об'єднав у 1063 році граф Теобальд III, син Одо II. Тим часом Турське графство було остаточно втрачено в 1044 році після битви при Нуї проти Анжуйського графства. Блуаське та Шампанське графства знову об'єднуються до 1152 року, коли Теобальд IV заповів Шампанське графство своєму старшому брату Генріху I, а Блуаське своєму молодшому братові Теобальду V.
У 1171 році Блуа стало одним із перших міст Європи, яке звинуватило своїх євреїв у ритуальних злочинах після таємничого зникнення християнської дитини. За наказом графа Теобальда V, 26 травня було спалено живцем від 30 до 35 євреїв (з громади, яка налічувала близько 130 осіб).
Графство залишилося в родині Тібальдіана, але в молодшій гілці Авен з 1230 по 1241 роки з графинею Мері, потім у Блуа-Шатійон до 1397 року. Останній втратив вплив, що відчувалося в контролі над територіями, що входили до складу повіту. Коли під час Столітньої війни граф Гі II через відсутність прямих нащадків чоловічої статі продав свій домен герцогу Людовику I Орлеанському, графство було обмежено територією між сеньйоріями Вандом, Божансі та Валенсе.

### Приєднання до королівського домену (1498)
Оскільки в Орлеані не було замку, Людовик Орлеанський використовував Блуаський замок як свою офіційну резиденцію, хоча він переважно перебував при дворі короля в замку Лувр у Парижі.

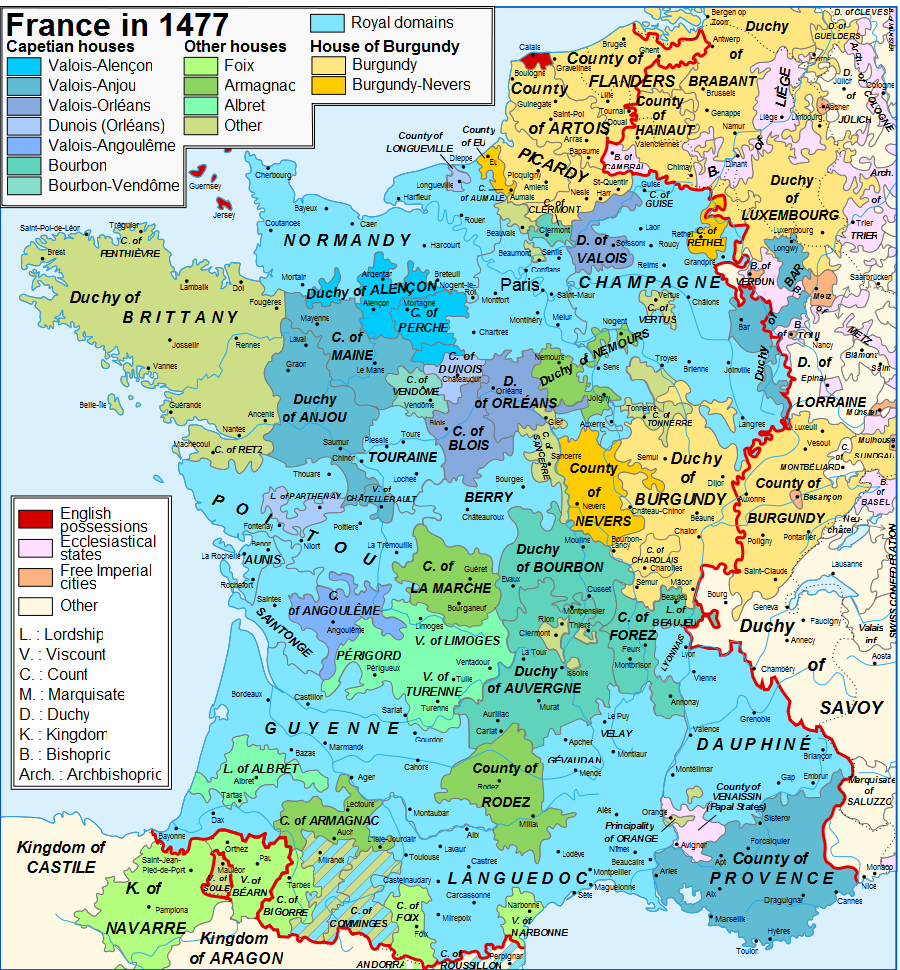
Французьке королівство в 1477 р

Незважаючи на близьке розташування графства до місць боїв, Столітня війна майже його не зачепила. Наприкінці квітня 1429 року Жанна д'Арк зупинялась в блуаському замку, перш ніж звільнити Орлеан від англійської облоги.
Хоча Блуаське та Орлеанське графства використовувались апанаж для представників династії Валуа, формально вони не входили до володіння корони до 1498 року. В цьому році граф Орлеанський Людовик II був коронований королем Франції під іменем Людовик XII. Відтак, Людовик XII став останнім спадковим графом Блуа.

### В складі королівського домену
У 1498 році графство було включено Людовиком XII до королівського домену і разом з колишнім Орлеанським графством утворило провінцію Орлеане. Людовик XII, що народився в Блуа, зробив місто резиденцію свого двора, чим не лише поширив моду серед дворян оселятись на берегах Луари, але й зробив Блуа колискою французького Відродження. Графство значно збагатилося і в Блуа був побудований новий замок. У 1504 році в місті було підписано Блуаський договір. В 1516 році новий король Фрациск I наказав Леонардо да Вінчі розробити план побудови на місці сучасного Роморантена нової столиці — ідеального міста і «нового Риму», але після смерті Леонардо в 1519 році від цієї ідеї відмовились. Відтак почалося будівництво великого мисливського замку в лісі поруч із Шамбором на місці старої фортеці, побудованої графами Блуа в X столітті, яке тривало тривало майже 25 років, до 1544 року.
В 1526 році Франциск I прийняв рішення залишити Блуа і повернути королівській двір до Фонтебло біля Парижа. Переїзд королівського двору разом із втратою графського титулу, звели Блуа до простого провінційного міста.
У 1626 році герцог Гастон Анжуйський, третій син короля Генріха IV отримав від короля Людовика XIV на весілля Орлеанське та Шартрські герцогства, а також Блуа, якому знову був повернутий статус незалежного графства. Правління Гастона позначилось витратними намаганнями відновити численні розкішні замки в його володіннях. Після поразки Фронди, яку він підтримував, з 1652 року герцог Гастон Орлеанський (як його з того часу називали), був засланий у Блуа і помер у 1660 році у своїй новозбудованій резиденції в Блуа-В'єні. Відповідно до апанагістської традиції, його титули та володіння були передані герцогу Філіпу, молодшому брату короля Людовика XIV, але без Блуаського графства. Таким чином графство було знову приєднане до королівського домену.
З того часу Блуазіан більше не залежав безпосередньо від Орлеанського герцогства, але адміністративно залишався в межах Орлеанської провінції.
Відразу після Французької революції в 1790 році було створено департамент Луар і Шер, що більш-менш повторював останні кордони графства, включаючи кантони Вандом і Роморантен.